# 5788 (année hébraïque)
5788 (hébreu : ה'תשפ"ח , abbr. : תשפ"ח) est une année hébraïque qui commencera à la veille au soir du 2 octobre 2027 et se finira le 20 septembre 2028. Cette année comptera 355 jours. Ce sera une année simple dans le cycle métonique, avec un seul mois de Adar. Ce sera la sixième année depuis la dernière année de chemitta.
En l'an 5788, l'État d'Israël fêtera ses 80 ans d'indépendance.

## Calendrier
Ce calendrier hébraïque de l'année 5788 donne les correspondances avec les dates du calendrier grégorien.
Le premier nombre dans chaque case correspond au jour du mois hébraïque. Les jours en couleurs sont des jours remarquables juifs ou israéliens.
| ◄◄ | 5788 | ►► |

## Décès
5783 - 5784 - 5785 - 5786 - 5787 - 5788 - 5789 - 5790 - 5791 - 5792 - 5793